# نیک چترتون
نیک چترتون (انگلیسی: Nick Chatterton؛ زادهٔ ۱۸ مهٔ ۱۹۵۴) بازیکن فوتبال اهل بریتانیا است.
از باشگاه‌هایی که در آن بازی کرده‌است می‌توان به باشگاه فوتبال کریستال پالاس، باشگاه فوتبال میلوال، و باشگاه فوتبال کولچستر یونایتد اشاره کرد.